# USS Des Moines (CA-134)
USS Des Moines (CA-134) byl americký těžký křižník stejnojmenné třídy. Přestože loď byla dokončena až po skončení druhé světové války, jeho konstrukce vycházela z válečných požadavků amerického námořnictva. Křižník zůstal ve službě až do 60. let 20. století, aniž by byl kdy bojově nasazen.
Stavba lodi byla zahájena na sklonku války a trup lodi byl spuštěn 27. září 1946 v loděnici Bethlehem Steel v Quincy ve státě Massachusetts a do služby vstoupila 17. listopadu 1948 pod velením kapitána A. D. Chandlera. 
Po sérii cvičení byl křižník převelen z kontinentálních USA do Středomoří, kde pobýval v letech 1949–1957. Nejprve byl sedm let vlajkovou lodí americké 6. flotily. U té absolvoval řadu cvičných plaveb a v letech 1952, 1953 a 1955 i společná cvičení NATO. V roce 1957 se loď vrátila do domovského přístavu v Norfolku, odkud se v únoru 1958 vrátila zpět do Středomoří a zůstala vlajkovou lodí 6. flotily až do svého vyřazení z aktivní služby v červnu roku 1961.
Americká 6. flotila reprezentovala americké zájmy v regionu a Des Moines jako její součást navštívil řadu přístavů, stejně jako byl přítomen i v místech konfliktů. Dvakrát navštívil bývalou Jugovlávii. Nejprve v prosinci 1950 Rijeku a v květnu 1960 Dubrovnik. V době Suezské krize v roce 1956 se proto pohyboval ve Východním Atlantiku a během Libanonské krize v roce 1958 byl jádrem amerických sil v oblasti. 
Po vyřazení ze služby se křižník nacházel nejprve v rezervě v Bostonu a poté v Naval Inactive Ship Maintenance Facility ve Filadelfii, kde zůstal až do roku 2006. Po neúspěšném pokusu přeměnit Des Moines v plovoucí muzeum ve Wisconsinském městě Milwaukee, byl trup odtažen do Brownsville v Texasu k sešrotování, které bylo dokončeno v roce 2007. Sesterská loď USS Newport News byla sešrotována v roce 1993 a druhá sesterská loď USS Salem se zachovala jako plovoucí muzeum. 